# Oriole Records
Oriole Records was een Brits platenlabel opgericht in 1925 door de in Londen gevestigde Levy Company. Deze had een dochteronderneming voor grammofoonplaten genaamd Levaphone Records.